# Dan Aykroyd
Daniel Edward Aykroyd (Ottawa, Ontario, 1952. július 1. –) Primetime Emmy-díjas kanadai színész, forgatókönyvíró, producer, humorista és zenész.

## Fiatalkora és családja
Édesapja az angol–ír–francia–holland származású családból való Samuel Cuthbert Peter Hugh Aykroyd volt, aki előbb építési mérnökként, majd Pierre Trudeau kanadai miniszterelnök politikai tanácsadójaként dolgozott. Édesanyja, a québeci francia nemzetiségű Lorraine Hélène Gougeon titkárnőként dolgozott.
Tanulmányait a Carleton Egyetemen kezdte Ottawában kriminológusként, de nem végezte el. 

## Pályafutása
Pályafutása kezdetén, 1975–1979 között a Saturday Night Live állandó közreműködője volt, olyan barátokkal, mint Bill Murray, John Belushi és Chevy Chase. Összesen öt alkalommal jelölték Primetime Emmy-díjra, ebből forgatókönyvíróként egyet meg is nyert. Távozása után szintén íróként tevékenykedett, illetve filmszerepeket is vállalt. Aykroyd nevéhez fűződik a Csúcsfejek (1993) megteremtése.
Első főszerepeit az 1977-es Szerelem, vak vagy című romantikus vígjátékban, majd Steven Spielberg Meztelenek és bolondok (1979) című háborús komédiájában játszotta. A sorból mindenképpen kiemelkedik az Eddie Murphy oldalán forgatott Szerepcsere (1983), Bill Murrayvel a Szellemirtók (1984), vagy Kim Basinger oldalán a Marslakó a mostohám (1988). Hasonló komikus filmjei közé tartozik a Szerepcsere (1983), a Kémek, mint mi (1985), a Behálózva (1987), A nagy kiruccanás és a Csúcsfejek (1993). 1980-ban a Blues Brothers, 1998-ban pedig a Blues Brothers 2000 című zenés filmekben alakította a főszereplő Elwood J. Bluest.
Aykroyd sokoldalú tehetségét jelzi, hogy első drámai alakításában, a Miss Daisy sofőrje (1989) című filmben Oscar-díjra jelölték legjobb mellékszereplő kategóriában. Az 1990-es évek elején a rendezéssel is megpróbálkozott és elkészítette az Eszelős szívatás (1991) című vígjátékot. Szerepelt a My Girl – Az első szerelem (1991), a Chaplin (1992) és a Komputerkémek (1992) című filmekben. Ezt követően mellékszereplőként volt látható olyan művekben, mint a Tommy Boy (1995), az Otthon, véres otthon (1997), Az 50 első randi (2004), a Képtelen kampány (2012) és a Túl a csillogáson (2013).
Az új évezredet mindjárt egy monumentális alkotással, a Pearl Harbor – Égi háborúval kezdte (2001), aztán következett A jade skorpió átka (2001) a 2002-es Feltétlen szeretet. 2002-ben Britney Spears papáját alakította az Álmok útján című road movie-ban. 2004-ben Az 50 első randi című vígjáték-drámában játszott Adam Sandler és Drew Barrymore oldalán. Ugyanebben az évben született meg a Kelekótya karácsony és a Gézhelyzet, avagy kórház a káosz szélén című filmje is. 2007-ben újra Adam Sandler oldalán szerepelt a Férj és férj című kasszasikerben.
Televíziós szereplései közé tartozik saját szituációs komédiája, a Soul Man (1997–1998) és az Y-akták – A lélek határai (1996–2000), de vendégszereplőként és/vagy szinkronszínészként is számos sorozatban feltűnt.
Gyakori magyar hangja Kerekes József színművész.

## A Blues Brothers
Aykroyd jó barátjával John Belushival alapította meg a Blues Brothers zenekart, amellyel két filmet is készítettek. Rajtuk kívül Steve Cropper szólógitár, ritmusgitár és háttérvokál, Donald Dunn basszusgitár, Murphy Dunne billentyűsök, Willie Hall dob, Tom Malone harsona, tenorszaxofon és háttérvokál, Lou Marini altszaxofon, tenorszaxofon és háttérvokál, Matt Murphy szólógitár és Alan Rubin trombita és háttérvokál játszott a zenekarban.
Belushi kábítószer-túladagolásban 1982-ben meghalt, őt Aykroyd mellett a szintén jóbarát James Belushi váltotta a zenekarban, mint énekes.

## Magánélete
Egykor Carrie Fisher vőlegénye volt, ma Donna Dixon színésznő férje és három leány édesapja.
Aykroyd balkezes és rajong az ezoterikus tudományokért. 

## Filmográfia

### Film

#### Író és producer
| Év   | Magyar cím                           | Eredeti cím                 | Feladatkör | Feladatkör |
| Év   | Magyar cím                           | Eredeti cím                 | Író        | Producer   |
| ---- | ------------------------------------ | --------------------------- | ---------- | ---------- |
| 1980 | Blues Brothers                       | The Blues Brothers          | Igen       | Nem        |
| 1984 | Szellemirtók                         | Ghostbusters                | Igen       | Nem        |
| 1985 | Kémek, mint mi                       | Spies Like Us               | Igen       | Nem        |
| 1986 | Szombat esti őrület                  | One More Saturday Night     | Nem        | Vezető     |
| 1987 | Behálózva                            | Dragnet                     | Igen       | Nem        |
| 1989 | Szellemirtók 2.                      | Ghostbusters II             | Igen       | Nem        |
| 1991 | Eszelős szívatás                     | Nothing but Trouble         | Igen       | Nem        |
| 1993 | Csúcsfejek                           | Coneheads                   | Igen       | Nem        |
| 1998 | Blues Brothers 2000                  | Blues Brothers 2000         | Igen       | Igen       |
| 2016 | Szellemirtók                         | Ghostbusters                | Nem        | Vezető     |
| 2021 | Szellemirtók – Az örökség            | Ghostbusters: Afterlife     | Nem        | Vezető     |
| 2024 | Szellemirtók – A borzongás birodalma | Ghostbusters: Frozen Empire | Nem        | Vezető     |

#### Színész
| Év   | Magyar cím                              | Eredeti cím                          | Szerep                                  | Magyar hang         |
| ---- | --------------------------------------- | ------------------------------------ | --------------------------------------- | ------------------- |
| 1977 | Szerelem, vak vagy                      | Love at First Sight                  | Roy                                     | Csankó Zoltán       |
| 1979 |                                         | Mr. Mike's Mondo Video               | Jack Lord pap / önmaga                  |                     |
| 1979 | Meztelenek és bolondok                  | 1941                                 | Frank Tree őrmester                     | Markaly Gábor       |
| 1979 | Meztelenek és bolondok                  | 1941                                 | Frank Tree őrmester                     | Kerekes József      |
| 1980 | Blues Brothers                          | The Blues Brothers                   | Elwood J. Blues                         | Szombathy Gyula     |
| 1980 | Blues Brothers                          | The Blues Brothers                   | Elwood J. Blues                         | Kálloy Molnár Péter |
| 1981 | Jó szomszédok                           | Neighbors                            | Vic Zeck                                | Csankó Zoltán       |
| 1983 | Doktor Detroit                          | Doctor Detroit                       | Clifford Skridlow / Dr. Detroit         |                     |
| 1983 | Szerepcsere                             | Trading Places                       | Louis Winthorpe III                     | Csankó Zoltán       |
| 1983 | Szerepcsere                             | Trading Places                       | Louis Winthorpe III                     | Kerekes József      |
| 1983 | Homályzóna                              | Twilight Zone: The Movie             | utas / mentőautó vezetője               | Sörös Sándor        |
| 1984 | Szellemirtók                            | Ghostbusters                         | Dr. Raymond Stantz                      | Kerekes József      |
| 1984 | Indiana Jones és a végzet temploma      | Indiana Jones and the Temple of Doom | Art Weber (cameo)                       | Várkonyi András     |
| 1984 | Indiana Jones és a végzet temploma      | Indiana Jones and the Temple of Doom | Art Weber (cameo)                       | Kapácsy Miklós      |
| 1984 | Semmi nem tart örökké                   | Nothing Lasts Forever                | Buck Heller                             |                     |
| 1985 | Bele az éjszakába (Ármány és szőke)     | Into the Night                       | Herb                                    | Kerekes József      |
| 1985 | Bele az éjszakába (Ármány és szőke)     | Into the Night                       | Herb                                    | Bácskai János       |
| 1985 | Kémek, mint mi                          | Spies Like Us                        | Austin Millbarge                        | Lux Ádám            |
| 1985 | Kémek, mint mi                          | Spies Like Us                        | Austin Millbarge                        | Kerekes József      |
| 1987 | Behálózva                               | Dragnet                              | Joe Friday őrmester                     | Szersén Gyula       |
| 1988 | Ideggyogyó                              | The Couch Trip                       | John W. Burns, Jr.                      | Bajor Imre          |
| 1988 | Ideggyogyó                              | The Couch Trip                       | John W. Burns, Jr.                      | Kerekes József      |
| 1988 | Ideggyogyó                              | The Couch Trip                       | John W. Burns, Jr.                      | Vári Attila         |
| 1988 | A nagy kiruccanás                       | The Great Outdoors                   | Roman Craig                             | Koroknay Géza       |
| 1988 | Golfőrültek 2.                          | Caddyshack II                        | Tom Everett százados                    |                     |
| 1988 | Marslakó a mostohám                     | My Stepmother Is an Alien            | Steven Mills                            | Szakácsi Sándor     |
| 1988 | Marslakó a mostohám                     | My Stepmother Is an Alien            | Steven Mills                            | Kerekes József      |
| 1989 | Miss Daisy sofőrje                      | Driving Miss Daisy                   | Boolie Werthan                          | Vass Gábor          |
| 1989 | Szellemirtók 2.                         | Ghostbusters II                      | Dr. Raymond Stantz                      | Gáspár Sándor       |
| 1990 | Csőre töltve                            | Loose Cannons                        | Ellis Fielding                          | Szakácsi Sándor     |
| 1990 | Motoros rockerek                        | Masters of Menace                    | Johnny Lewis                            |                     |
| 1991 | My Girl – Az első szerelem              | My Girl                              | Harry Sultenfuss                        | Papp János          |
| 1991 | Eszelős szívatás                        | Nothing but Trouble                  | Alvin 'J.P' Valkenheiser bíró           | Koroknay Géza       |
| 1991 | Eszelős szívatás                        | Nothing but Trouble                  | Bobo                                    | Kránitz Lajos       |
| 1992 | Chaplin                                 | Chaplin                              | Mack Sennett                            | Csuja Imre          |
| 1992 | Komputerkémek                           | Sneakers                             | Darren "Mother" Roskow                  | Szersén Gyula       |
| 1992 | Ez az életem                            | This Is My Life                      | Arnold Moss                             |                     |
| 1993 | Csúcsfejek                              | Coneheads                            | Beldar Conehead / Donald R. DeCicco     | Szakácsi Sándor     |
| 1994 | Irány az éden                           | Exit to Eden                         | Fred Lavery                             | Koroknay Géza       |
| 1994 | My Girl 2. – Az első igazi kaland       | My Girl 2                            | Harry Sultenfuss                        | Csuja Imre          |
| 1994 | Világgá mentem                          | North                                | Pa Tex                                  | Csuja Imre          |
| 1994 | Világgá mentem                          | North                                | Pa Tex                                  | Kerekes József      |
| 1995 | Pajzs a résen, avagy a tökéletlen erő   | Canadian Bacon                       | rendőr (cameo)                          | Fazekas István      |
| 1995 | Casper                                  | Casper                               | Dr. Raymond Stantz (cameo)              |                     |
| 1995 |                                         | The Random Factor                    | Dexter (hangja)                         |                     |
| 1995 | Tommy Boy                               | Tommy Boy                            | Ray Zalinsky                            | Szakácsi Sándor     |
| 1996 | Ellopták a szivárványt                  | Rainbow                              | Wyatt Hampton seriff                    |                     |
| 1996 | Csont nélkül                            | Celtic Pride                         | Jimmy Flaherty                          | Gyabronka József    |
| 1996 | Féktelen Minnesota                      | Feeling Minnesota                    | Ben Costikyan nyomozó                   | Orosz István        |
| 1996 | Álnokok és elnökök                      | My Fellow Americans                  | William Haney elnök                     | Mihályi Győző       |
| 1996 | Megúszni egy gyilkosságot               | Getting Away with Murder             | Jack Lambert                            | Kerekes József      |
| 1996 | Bilko főtörzs                           | Sgt. Bilko                           | John T. Hall ezredes                    | Szakácsi Sándor     |
| 1997 | Otthon, véres otthon                    | Grosse Pointe Blank                  | Grocer                                  | Szersén Gyula       |
| 1998 | Z, a hangya                             | Antz                                 | Chip, a darázs (hangja)                 | Háda János          |
| 1998 | Blues Brothers 2000                     | Blues Brothers 2000                  | Elwood J. Blues                         | Kerekes József      |
| 1998 | Susan terve                             | Susan's Plan                         | Bob                                     | Csuja Imre          |
| 1998 | Susan terve                             | Susan's Plan                         | Bob                                     | Daróczi István      |
| 1999 | Gyémántok                               | Diamonds                             | Lance Agensky                           | Koroknay Géza       |
| 2000 | Az Öröm háza                            | The House of Mirth                   | Gus Trenor                              | Csuja Imre          |
| 2000 | Lúzer                                   | Loser                                | apa                                     | Harmath Imre        |
| 2000 | Lúzer                                   | Loser                                | apa                                     | Csuja Imre          |
| 2000 | Sztárság                                | Stardom                              | Barry Levine                            |                     |
| 2001 | A Jade skorpió átka                     | The Curse of the Jade Scorpion       | Chris Magruder                          | Koroknay Géza       |
| 2001 | Evolúció                                | Evolution                            | Lewis kormányzó                         | Szakácsi Sándor     |
| 2001 |                                         | On the Nose                          | Dr. Barry Davis                         |                     |
| 2001 | Pearl Harbor – Égi háború               | Pearl Harbor                         | Thurman százados                        | Csuja Imre          |
| 2002 | Álmok útján                             | Crossroads                           | Pete Wagner                             | Ujlaki Dénes        |
| 2002 | Feltétlen szeretet                      | Unconditional Love                   | Max Beasly                              | Koroknay Géza       |
| 2003 | Fiatalság, bolondság                    | Bright Young Things                  | Lord Monomark                           |                     |
| 2003 | Ördögi út a boldogsághoz                | Shortcut to Happiness                | Julius Jenson                           | Koroknay Géza       |
| 2004 | Kelekótya karácsony                     | Christmas with the Kranks            | Vic Frohmeyer                           | Kerekes József      |
| 2004 | Az 50 első randi                        | 50 First Dates                       | Dr. Joseph Keats                        | Tahi Tóth László    |
| 2004 | Gézhelyzet, avagy kórház a káosz szélén | Intern Academy                       | Dr. Cyrill Kipp                         | Koroknay Géza       |
| 2007 | Férj és férj                            | I Now Pronounce You Chuck & Larry    | Phineas Tucker százados                 | Csuja Imre          |
| 2008 | Jó üzlet a háború                       | War, Inc.                            | alelnök                                 | Szersén Gyula       |
| 2010 | Maci Laci                               | Yogi Bear                            | Maci Laci (hangja)                      | Faragó András       |
| 2012 | Képtelen kampány                        | The Campaign                         | Wade Motch                              | Csuja Imre          |
| 2013 | Túl a csillogáson                       | Behind the Candelabra                | Seymour Heller                          |                     |
| 2014 | Visszatérés Óz birodalmába              | Legends of Oz: Dorothy's Return      | Madárijesztő (hangja)                   | Schnell Ádám        |
| 2014 | Tammy                                   | Tammy                                | Don                                     | Törköly Levente     |
| 2014 | Get on Up – A James Brown sztori        | Get on Up                            | Ben Bart                                | Bácskai János       |
| 2015 | Pixel                                   | Pixels                               | 1982-es bajnokság műsorvezetője (cameo) | Kerekes József      |
| 2016 | Szellemirtók                            | Ghostbusters                         | taxisofőr (cameo)                       | Kerekes József      |
| 2021 | Szellemirtók – Az örökség               | Ghostbusters: Afterlife              | Dr. Raymond Stantz                      | Kerekes József      |
| 2023 | Zombiváros                              | Zombie Town                          | Len Carver                              | Kerekes József      |
| 2024 | Szellemirtók – A borzongás birodalma    | Ghostbusters: Frozen Empire          | Dr. Raymond Stantz                      | Kerekes József      |

Dokumentumfilmek
- 1982: It Came from Hollywood – önmaga
- 1994: A Century of Cinema – önmaga
- 2001: The Frank Truth – önmaga
- 2012:The Ultimate Sacrifice – narrátor (hangja)
- 2019: Cleanin' Up the Town: Remembering Ghostbusters – önmaga

### Televízió
| Év        | Magyar cím                    | Eredeti cím                              | Szerep                   | Megjegyzések                                                        |
| --------- | ----------------------------- | ---------------------------------------- | ------------------------ | ------------------------------------------------------------------- |
| 1974      |                               | The Gift of Winter                       | Maple / Rotten / Goodly  | rövidfilm                                                           |
| 1975      |                               | Coming Up Rosie                          | Purvis Bickle            | 2 epizód                                                            |
| 1975–1979 | Saturday Night Live           | Saturday Night Live                      | több szerep              | 97 epizód                                                           |
| 1976      |                               | The Beach Boys: It's OK                  | Cop                      | tévéfilm (forgatókönyvíró)                                          |
| 1978      |                               | The Rutles: All You Need Is Cash         | Brian Thigh              | tévéfilm                                                            |
| 1990      |                               | The Dave Thomas Comedy Show              | több szerep              | 1 epizód                                                            |
| 1990      |                               | It's Garry Shandling's Show              | Boolie Shandling         | 1 epizód                                                            |
| 1990      |                               | The Earth Day Special                    | Vic barátja              | különkiadás                                                         |
| 1991      | Mesék a kriptából             | Tales from the Crypt                     | Mulligan százados        | 1 epizód                                                            |
| 1994      | A dadus                       | The Nanny                                | szerelő                  | 1 epizód                                                            |
| 1995      |                               | Kelsey Grammer Salutes Jack Benny        | önmaga                   | különkiadás                                                         |
| 1996–2000 | Y-akták – A lélek határai     | Psi Factor: Chronicles of the Paranormal | önmaga (házigazda)       | 88 epizód                                                           |
| 1997      | Gyorsan, mint a nyíl          | The Arrow                                | Crawford Gordon Jr.      | - 4 epizód (kreatív konzulens) - magyar hangja: - Haás Vander Péter |
| 1997      | Házi barkács                  | Home Improvement                         | Mike Weber tiszteletes   | 1 epizód                                                            |
| 1997–1998 |                               | Soul Man                                 | Mike Weber tiszteletes   | 25 epizód                                                           |
| 2000      |                               | Normal, Ohio                             | Frank Wozniak            | 1 epizód                                                            |
| 2001      | Embertelen pók                | Earth vs. the Spider                     | Jack Grillo felügyelő    | - tévéfilm - magyar hangja: - Szersén Gyula - Koroknay Géza         |
| 2001      |                               | History's Mysteries                      | narrátor (hangja)        | 1 epizód                                                            |
| 2002–2009 | Jim szerint a világ           | According to Jim                         | Danny Michalski őrmester | 5 epizód                                                            |
| 2006      |                               | Living with Fran                         | bíró                     | 1 epizód                                                            |
| 2009      | Family Guy                    | Family Guy                               | önmaga (hangja)          | 1 epizód                                                            |
| 2011      | Jog/Ászok                     | The Defenders                            | Max Hunter bíró          | 2 epizód                                                            |
| 2012      | Míg az élet el nem választ    | Happily Divorced                         | Harold                   | 1 epizód                                                            |
| 2015      | Dínóvadászat                  | Dino Hunt Canada                         | narrátor (hangja)        | - 4 epizód - magyar hangja: - Kerekes József                        |
| 2017–2023 | Dolgozó anyák                 | Workin’ Moms                             | Wayne Hoffman            | 4 epizód                                                            |
| 2019      |                               | The Conners                              | Buddy                    | 1 epizód                                                            |
| 2020–2021 |                               | Hotel Paranormal                         | narrátor (hangja)        | 19 epizód                                                           |
| 2021      | A Simpson család              | The Simpsons                             | Mr. Albertson (hangja)   | 1 epizód                                                            |
| 2023      | Rejtélykeresés Dan Aykroyddal | The Unbelievable With Dan Aykroyd        | önmaga (házigazda)       |                                                                     |
| 2024      |                               | A History of the World in Six Glasses    | önmaga (házigazda)       |                                                                     |

## Fordítás
- Ez a szócikk részben vagy egészben  a   Dan Aykroyd című angol Wikipédia-szócikk fordításán alapul.  Az eredeti cikk szerkesztőit annak laptörténete sorolja fel. Ez a jelzés csupán a megfogalmazás eredetét és a szerzői jogokat jelzi, nem szolgál a cikkben szereplő információk forrásmegjelöléseként.